# Forças Armadas do Irã

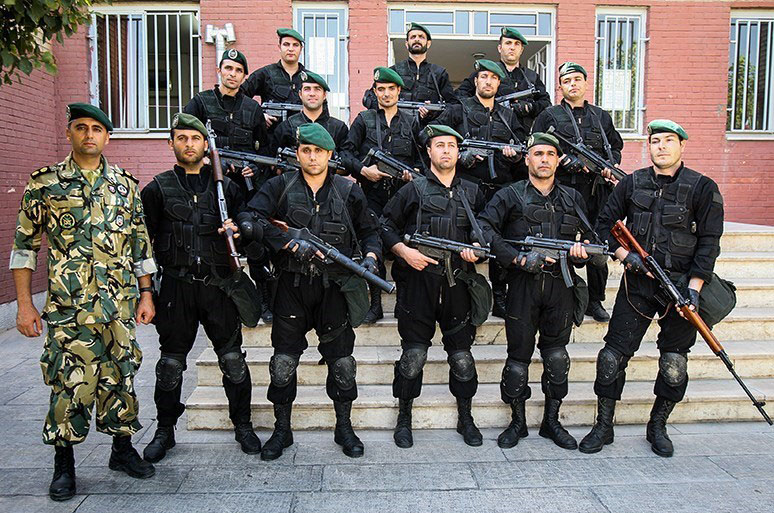
Militares das forças especiais iranianas.

As Forças Armadas da República Islâmica do Irã (em persa: نيروهای مسلح جمهوری اسلامی ايران) são a principal força de defesa iraniana, que incluem um Exército (ارتش جمهوری اسلامی ایران), os chamados Guardiães da Revolução (سپاه پاسداران انقلاب اسلامی) e as demais forças de segurança (نيروی انتظامی جمهوری اسلامی ایران).
Atualmente com um total de 610 000 militares ativos. Com isso, as Forças Armadas Iranianas são as maiores do Oriente Médio em termos de tropas ativas. Todos os seus braços e ramos estão sob comando do quartel-general em Teerã (ستاد کل نیروهای مسلح).
A estrutura militar dupla do Artesh (o exército) e do Corpo da Guarda Revolucionária Islâmica (IRGC) levou a ineficiências estruturais, com redundâncias no comando, na logística e nos sistemas militares em todos os ramos, incluindo forças aéreas, navais e terrestres. Essa estrutura tem sido criticada por sua falta de transparência, supervisão parlamentar limitada e sua contribuição questionável para a defesa nacional.
Apesar de ainda ter enormes quantidades de equipamentos de fabricação estadunidense das décadas de 1960 e 70, o Irã atualmente possui uma robusta indústria armamentista, produzindo veículos, drones e artilharia, além de um expressivo programa de mísseis balísticos e foguetes.

## História
No final da dinastia Qajar , a Pérsia formou o primeiro exército unificado do mundo, composto pelas Forças Terrestre, Naval e Aérea. Após o golpe de 1953 , o Irã começou a comprar algumas armas de Israel , dos Estados Unidos e de outros países do bloco ocidental . Mais tarde, o Irã começou a estabelecer sua própria indústria de armamentos; seus esforços nesse sentido permaneceram amplamente não reconhecidos internacionalmente, até recentemente.
Após a revolução iraniana em 1979, a deterioração das relações com os EUA resultou em sanções internacionais lideradas pelos EUA, incluindo um embargo de armas imposto ao Irã.
O Irã revolucionário foi pego de surpresa pela invasão iraquiana no inicio da Guerra Irã-Iraque de 1980 a 1988. Desde 1987, os Estados Unidos tentaram impedir as embarcações iranianas de bloquear as rotas marítimas internacionais através do Golfo Pérsico na Operação Prime Chance, esta operação durou até 1989. Em 18 de abril de 1988, os EUA retaliaram o ataque iraniano do USS  Samuel B. Roberts na Operação Praying Mantis. Simultaneamente, as forças armadas iranianas tiveram que aprender a manter  operacional seus grandes estoques de equipamentos e armas fabricados nos EUA sem ajuda externa, devido às sanções lideradas pelos americanos. No entanto, o Irã conseguiu obter quantidades limitadas de armamentos fabricados nos Estados Unidos, quando comprou peças de reposição e armas americanas para suas forças armadas, durante o caso Irã-Contra . A princípio, as entregas vieram de Israel e depois dos EUA. O governo iraniano estabeleceu um programa de rearmamento de cinco anos em 1989 para substituir o armamento desgastado da Guerra Irã-Iraque um dos focos desse programa fora as de armas projetadas para impedir que os navios acessem o mar, incluindo mísseis capazes de atacar porta-aviões.
Segundo Juan Cole, o Irã nunca lançou uma "guerra agressiva" na história moderna, e sua liderança segue uma doutrina de "nenhum primeiro ataque ". O orçamento militar do país é um dos mais baixo per capita na região do Golfo Pérsico. 
Todos os ramos das Forças Armadas estão sob o comando do Estado-Maior das Forças Armadas Iranianas. O Ministério da Defesa e Logística é responsável pelo planejamento logístico e financeiro das Forças Armadas e não está envolvido no comando operacional militar em campo. O comandante-chefe das Forças Armadas é o Líder Supremo.

## Fotos

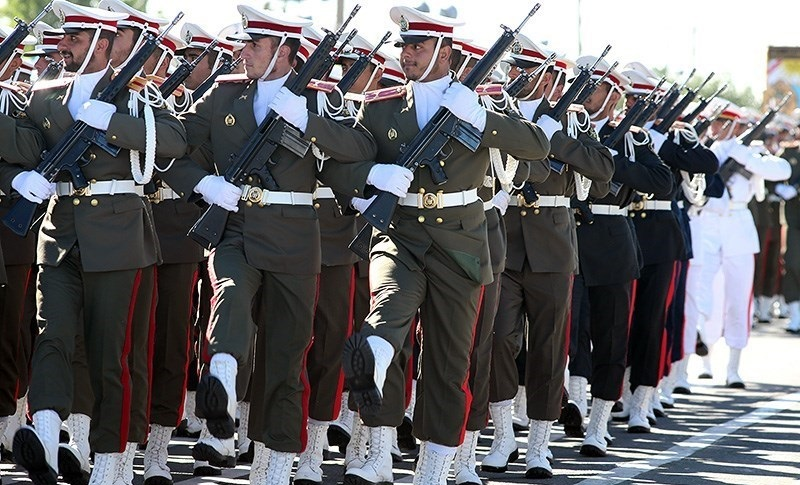
Soldados do exército iraniano.
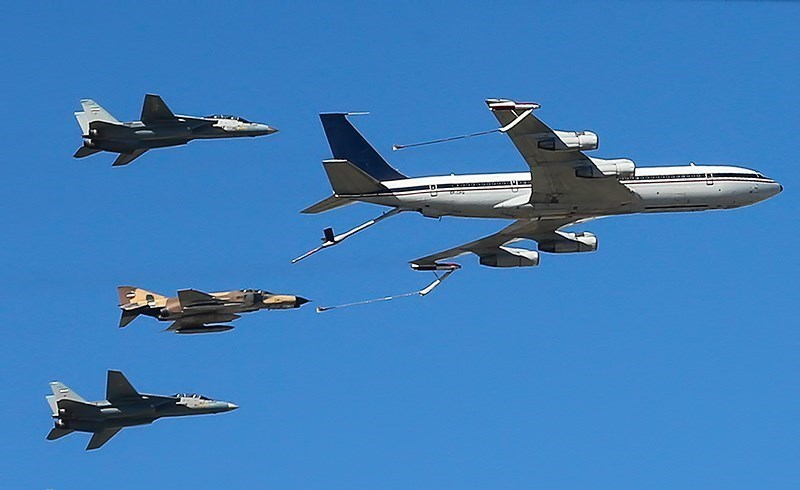
Um avião cargueiro Boeing 707 da força aérea do Irã voando com dois F-14 e um F-4.
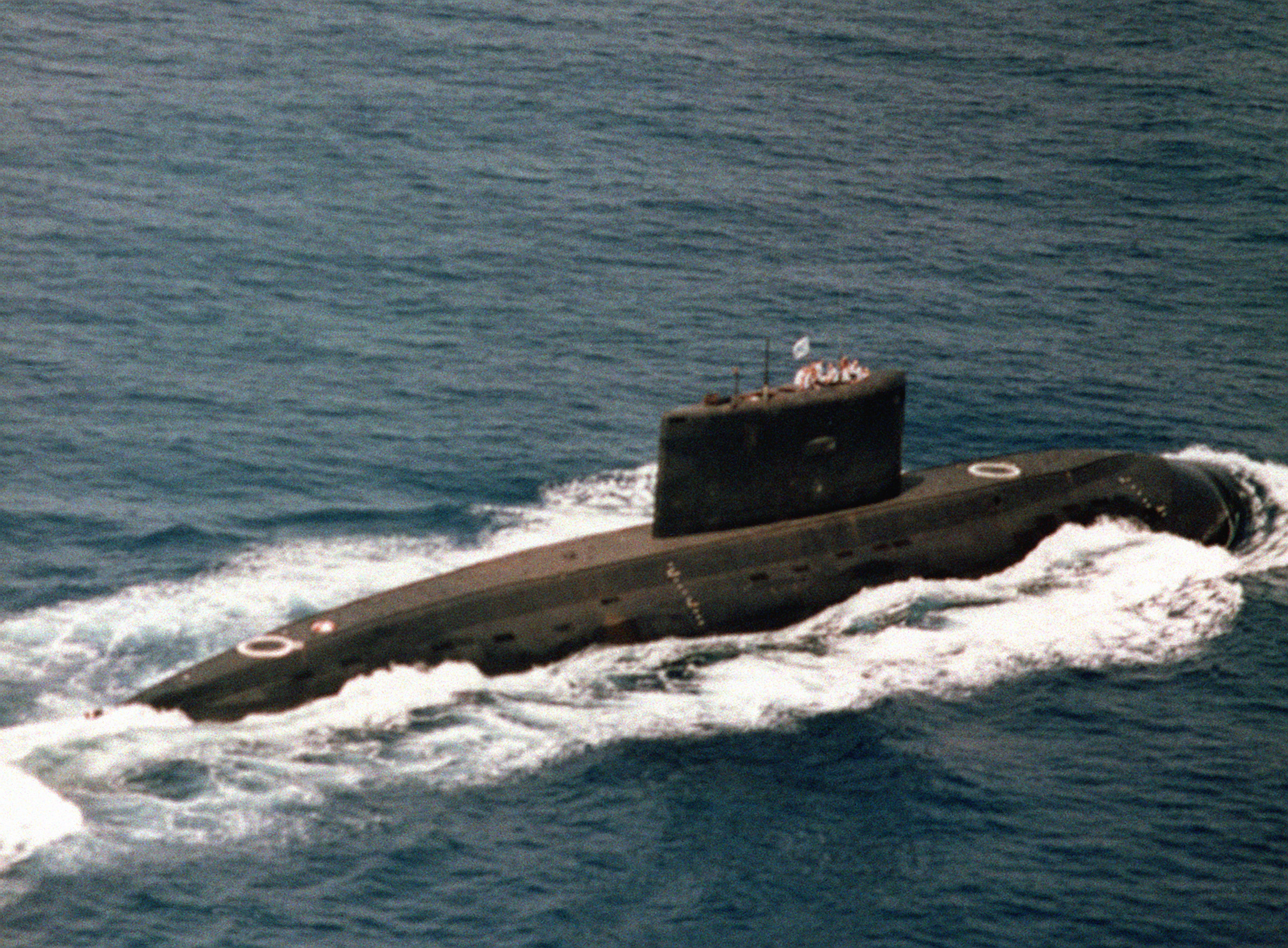
Um submarino da classe kilo a serviço iraniano.
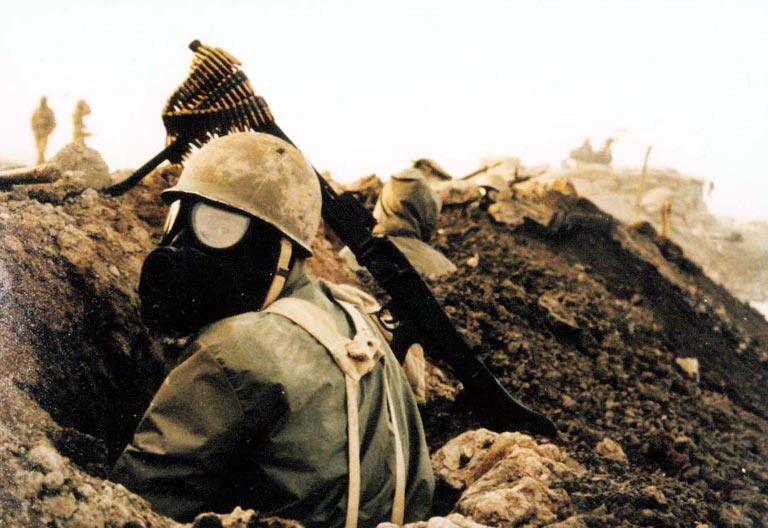
Um soldado iraniano durante a Guerra Irã-Iraque.